# Elizabeth Eames
Elizabeth Sara Eames (Northampton, 24 de junio de 1918 - Londres, 20 de septiembre de 2008)  fue una arqueóloga y académica británica especializada en el estudio de los azulejos medievales. Su experiencia surgió de un trabajo en el Museo Británico que implicaba catalogar y conservar su colección de baldosas medievales inglesas decoradas. Se convirtió en una autoridad en este aspecto de la arqueología medieval y, además de publicar libros y artículos, pasó a la excavación de más tejas de pavimentos y hornos, y al estudio de las técnicas de construcción medievales. También enseñó en una variedad de entornos.

## Vida personal y educación.
Elizabeth Sara Graham nació en Northampton el 24 de junio de 1918, era hija de Eveline Lucy (de soltera Garrett) y Arthur Frederick Graham, un químico industrial. Después de asistir a Rugby High School, fue a Newnham College, Cambridge en 1937 para leer inglés. Pasó a estudiar arqueología y antropología con «estudios anglosajones y afines» dirigidos por el profesor Hector Munro Chadwick. 
Su trabajo de doctorado fue interrumpido por la guerra cuando se unió al Servicio Territorial Auxiliar (ATS) y sirvió hasta 1946. Después de un año en la Universidad de Oslo, recibió un Cambridge MLitt por una tesis sobre las mujeres en la sociedad vikinga. En 1949, se casó con Herbert Wells Eames, abogado y político local. Tuvieron tres hijos. 

## Carrera

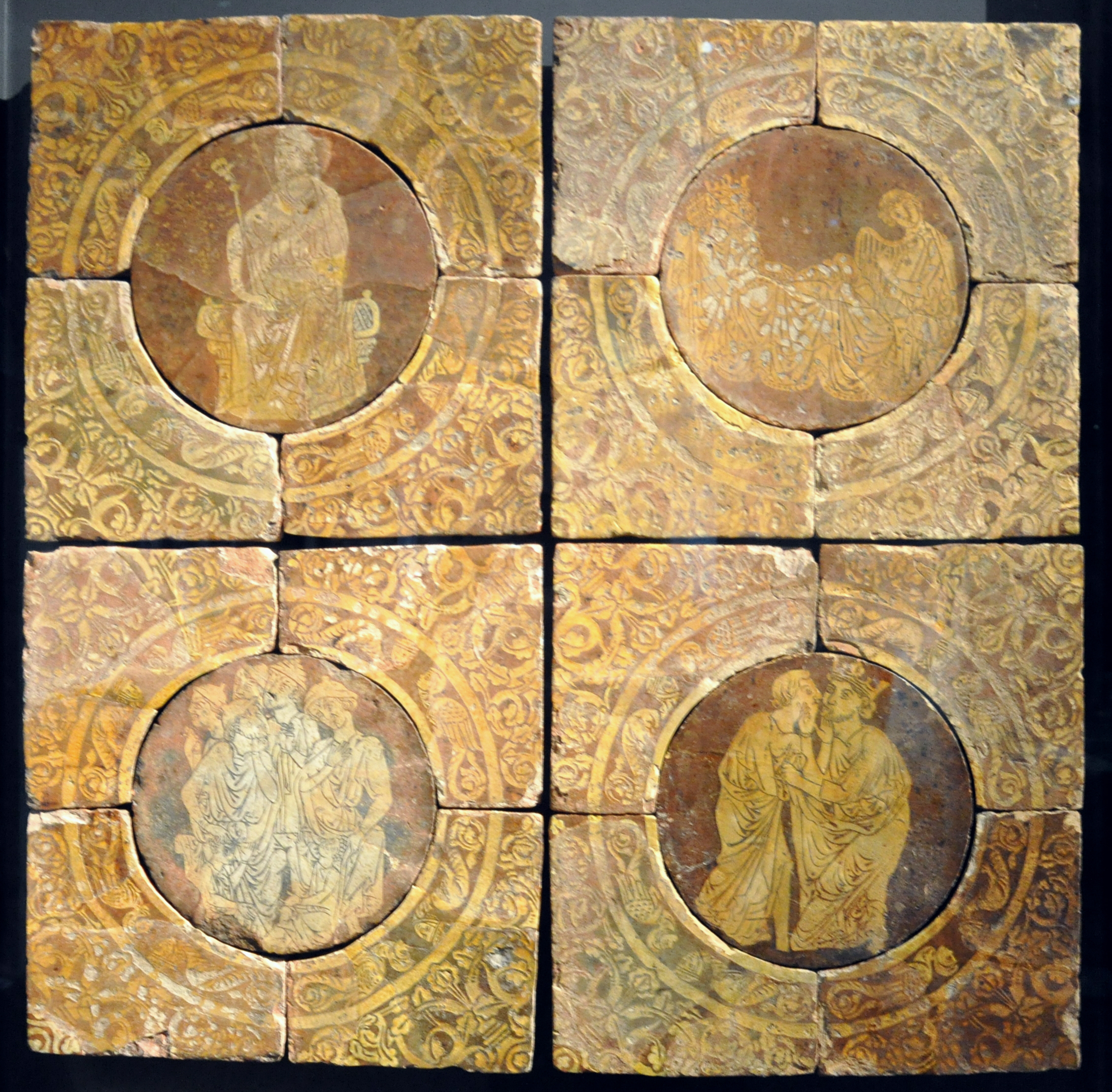
Azulejos figurativos inusuales del siglo XIII de Chertsey Abbey que muestran escenas de la historia de Tristram, incluidos en el Catálogo de Eames.

Después de dejar el ATS, Eames fue a ayudar al Museo Británico en malas condiciones como resultado del daño de la bomba, en un momento en que gran parte de la colección estaba siendo desembalada de los arreglos de almacenamiento de tiempos de guerra. Se le asignó la tarea de clasificar miles de mosaicos, incluidos 9000 de la colección del Duque de Rutland. Muchas baldosas habían sufrido humedades y necesitaban trabajos de conservación antes de ser catalogadas y almacenadas adecuadamente. Antes de esto, se habían realizado pocos estudios académicos sobre los azulejos e «hizo de este tema olvidado su carrera».
Excavó y adquirió más azulejos, estudió la diversa y extensa colección y «estableció un enfoque académico exhaustivo»  que finalmente resultó en su Catálogo definitivo de azulejos medievales vidriados con plomo en el Departamento de Antigüedades medievales y posteriores del Museo Británico. Consta de dos volúmenes que analizan e ilustran 13.882 azulejos con meticuloso detalle,  el más antiguo del período anglosajón tardío y el más reciente del siglo XVI. Este trabajo está lejos de ser un simple catálogo y se basa en la «comprensión de Eames del oficio medieval y su lugar en la historia económica y del arte medieval». 
Dirigió excavaciones de pavimentos de tejas y sitios de hornos. Estos incluyeron North Grange, Meaux Abbey (1957-1958), Clarendon Palace, Salisbury, a principios de la década de 1960, Ramsey Abbey, Cambridgeshire (1967-1968) y Haverholme Priory, Lincolnshire, en 1970.  En Clarendon organizó el levantamiento de dos pavimentos y un horno del siglo XIII previamente descubiertos por Tancred Borenius  y los transportó al museo donde, unos años más tarde, creó una nueva galería para pavimentos y hornos.  En 1978 le concedieron la Orden del Imperio británico. Se retiró del Museo Británico en 1980, después de haber completado y publicado su obra principal.
Disfrutaba de sus contactos con académicos de Europa continental y era muy respetada en el extranjero. A una conferencia de Londres de 1983 en reconocimiento de los logros de Eames asistieron colegas académicos de varios países y hay catálogos daneses y alemanes inspirados en el suyo, como Ornamentierte Bodenfliesen des Mittelalters in Süd- und Westdeutschland 1150-1550 de Eleonore Landgraf.  

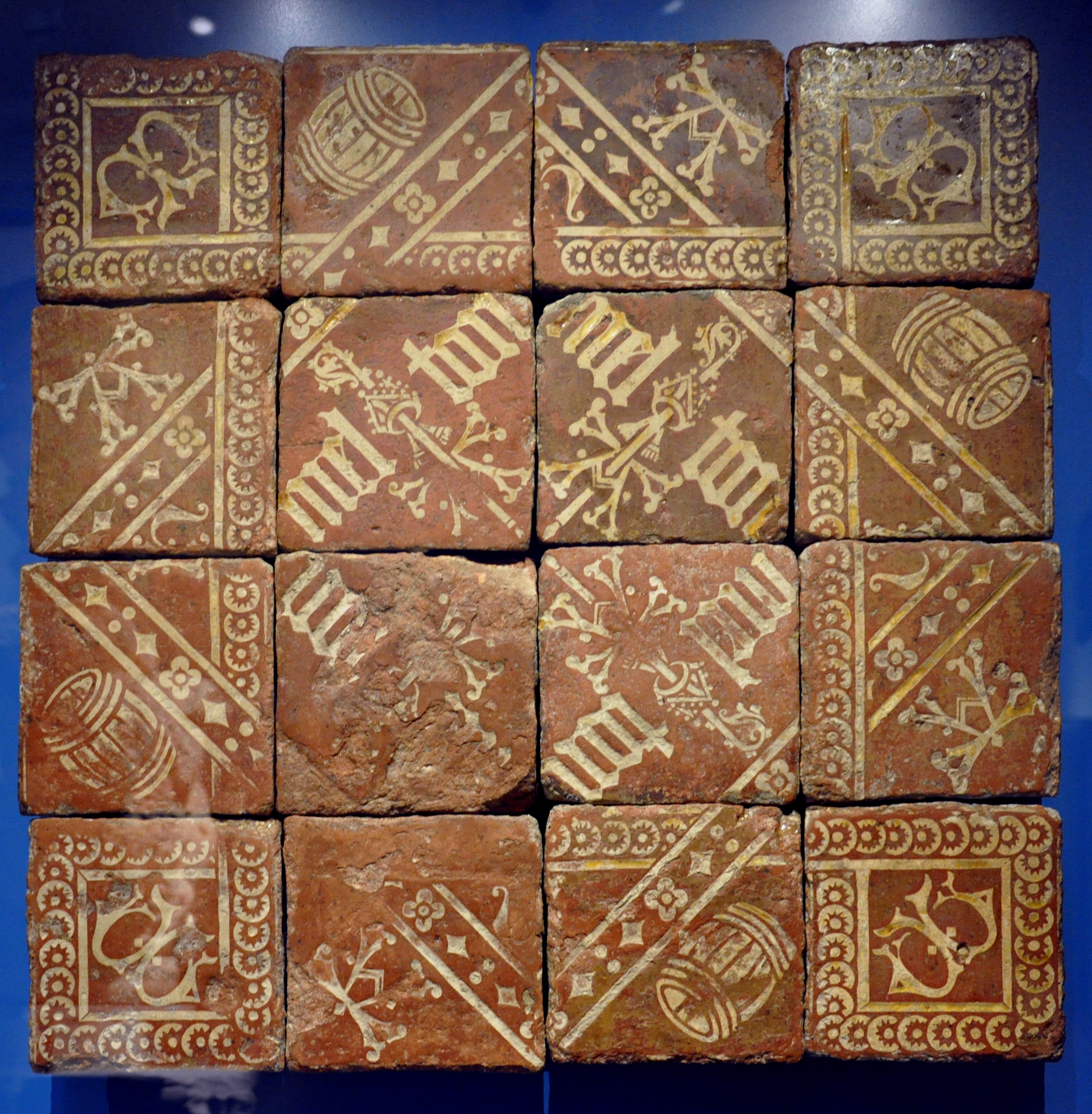
Baldosas de principios del siglo XVI de Southam de la Bere, incluidas en el Catálogo de Eames.

Eames fue una profesora popular en la universidad, en clases extramuros y de interés general en varias instituciones de Londres y continuó así hasta los ochenta. Hizo muchas contribuciones a los estudios medievales, así como a su trabajo en museos. En asociación con AB, organizó a trabajadores de campo a finales de la década de 1960 para reunir material para un censo de azulejos medievales en Gran Bretaña.
En 1958 fue elegida miembro de la Sociedad de Anticuarios y estuvo en su consejo durante un período. Fue un miembro destacado de la Asociación Arqueológica Británica (BAA) durante muchos años y participó activamente en varias asociaciones arqueológicas locales más pequeñas en Londres y sus alrededores. Además de ser vicepresidenta de la BAA, contribuyó a su sección de ladrillos, lo que contribuyó a su reputación como «una figura considerable en el estudio de la construcción de edificios medievales».
Murió el 20 de septiembre de 2008.